# Catch Bull at Four
Albums de Cat Stevens
Teaser and the Firecat
(1971) Foreigner
(1973)
Catch Bull at Four est le sixième album studio du chanteur Cat Stevens, sorti en 1972. Il figure en tête du Billboard 200 trois semaines consécutives.

## Titres
Toutes les chansons sont de Cat Stevens, sauf O Caritas.
1. Sitting – 3:14
2. The Boy with a Moon & Star on His Head – 5:57
3. Angelsea – 4:30
4. Silent Sunlight – 3:00
5. Can't Keep It In – 2:59
6. 18th Avenue (Kansas City Nightmare) – 4:21
7. Freezing Steel – 3:40
8. O' Caritas (Andreas Toumazis, Jeremy Taylor, Stevens) – 3:41
9. Sweet Scarlet – 3:49
10. Ruins – 4:24

## Musiciens
- Cat Stevens : chant, chœurs, guitare espagnole, guitare acoustique, guitare électrique, mandoline électrique, piano, piano électrique Wurlitzer, piano acoustique RMI Electra, orgue Böhm Diamond, synthétiseur, pipeau, batterie, percussions
- Alun Davies : guitares acoustique et espagnole, chœurs
- Jeremy Taylor : guitare espagnole, a aussi assisté la transcription en Latin pour la chanson O Caritas
- Alan James : basse, chœurs
- Gerry Conway : batterie, percussions, chœurs
- Jean Alain Roussel : piano, orgue Hammond
- Andreas Toumazis : bouzouki sur O Caritas
- Linda Lewis – chœurs sur Angelsea
- Lauren Cooper – chœurs sur Angelsea
- C.S.Choir ; chœurs sur Freezing Steel et O Caritas
- Del Newman : arrangement des cordes

## Classements hebdomadaires
| Classement (1972)              | Meilleure place |
| ------------------------------ | --------------- |
| Allemagne (Media Control AG)   | 17              |
| Australie (Kent Music Report)  | 1               |
| Canada (Canadian Albums Chart) | 1               |
| États-Unis (Billboard 200)     | 1               |
| Norvège (VG-lista)             | 3               |
| Pays-Bas (Mega Album Top 100)  | 2               |
| Royaume-Uni (UK Albums Chart)  | 2               |

## Certifications
| Pays              | Certification | Unités certifiées |
| ----------------- | ------------- | ----------------- |
| États-Unis (RIAA) | Platine       | 1 000 000         |